# 瑪土撒拉基金會
瑪土撒拉基金會是一個研究延長壽命方法的非營利志願者組織。由Aubrey de Grey 及David Gobel 合作創建。 項目包括 My Bridge 4 Life, 一個幫助人們對抗衰老引起的疾病的社區工具；Mprize, 授予任何有效回春小鼠或延長小鼠壽命的人的獎金，及 MLife Sciences 概念下的各種合作項目。基金會名稱源於希伯來聖經人物瑪土撒拉，通常該名字用來指壽命極高的生物。

## 當前項目

### The Mprize
項目開展于2003年，目的在於加速關於壽命延長方面的研究。Aubrey de Grey於2005年表示：“如果我們不僅想要後代受益於再生療法，而且包含當前活着的人，我們就必須鼓勵科學家研究衰老問題。”（"if we are to bring about real regenerative therapies that will benefit not just future generations, but those of us who are alive today, we must encourage scientists to work on the problem of aging."） 許多新聞報道了該獎項，包括BBC 
及財富雜誌。
基金會認爲如果能使小鼠表現出年齡逆轉，大量資金會投入到相似的人類研究中，有可能形成一個類似與人類基因組的大型政府項目。
獎金於2005年8月累計至一百五十萬美元，於2005年11月累計至三百萬美元，於2006年12月累計至四百萬美元。

#### 獎項結構及當前記錄
基金會目前頒發2種獎項：
- 延長總壽命的長壽獎
- 着重於在老年干預的回春獎

打破記錄的研究者得到的獎金由當前獎項大小和超出前次記錄的多少來決定。
長壽獎允許任何形式的干預，包括育種和基因工程; 只需展示一隻小鼠。至2009年的記錄爲一隻生長激素受體被基因剔除的小鼠，它存活了1819天（約5年）。 
回春獎授予經同行評審的至少有40只動物參與實驗的研究。於中年對實驗組動物進行干預，使用實驗組動物10%最長壽命的平均壽命的數據。至2009年記錄爲1356天（約3.7年），干預措施爲熱量限制。
2004年前基金會頒發的是逆行獎而不是回春獎，規則如下：干預可以發生在任何時候，干預前的天數加倍。贏家爲一隻沒接受任何飲食或藥物干預的小鼠查理，只是環境舒適。查理實際存活了1551天（約4.2年）。

### MLife Sciences
該項目包括該基金會參與的衆多合作項目。 其中涉及再生醫療公司Organovo，基金會協同其研究從病人的DNA再生新器官和組織。

## 歷史項目

### 大學生研究計劃
於2008年首先提出的瑪土撒拉基金會大學生研究計劃（MFURI） 
爲任何學科的在校大學生提供知識儲備和後勤支持以開展項目，這些項目包括宣傳或支持瑪土撒拉基金會或者延長人類壽命。MFURI 爲美國教育制度內的學生提供機會獲取學分、獎學金及推薦。其他國家的學生能申請獎學金。 MFURI 項目由一隊志願的監督者管理協調，接受的獎學金來自基金會。 從2009年3月開始MFURI 項目從瑪土撒拉基金會移交至SENS 基金會。

## 工作人員
瑪土撒拉基金會工作人員：
- David Gobel, 首席執行官
- Roger Holzberg, 首席營銷官 / 創意總監
- Andrej Bartke, Mprize 科學諮詢委員會的聯席主席
- Craig Cooney, Mprize 科學諮詢委員會的聯席主席

## 捐贈者及志願者
2006年9月16，網上支付系統貝寶的合作創始人及前首席執行官彼得·蒂爾，宣布認捐350萬美元予「瑪土撒拉基金會」，以「支持科學研究以減輕和最終逆轉由年齡引起的衰弱」（SENS 研究）。 
職業撲克玩家Justin Bonomo認捐他巡迴賽獎金的5%給SENS研究。